# Le Fantôme de l'Opéra (film, 1943)
Pour les articles homonymes, voir Le Fantôme de l'Opéra (homonymie).
Pour plus de détails, voir Fiche technique et Distribution.

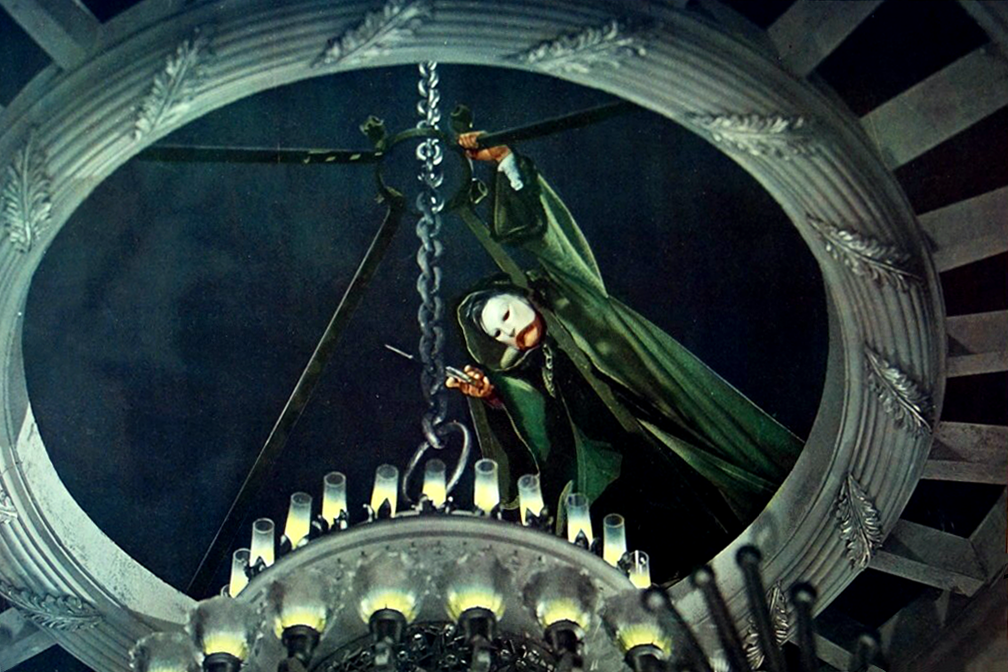
Le Fantôme, Erique Claudin (Claude Rains).

Le Fantôme de l'Opéra (titre original : Phantom of the Opera) est un film fantastique américain, réalisé par Arthur Lubin, sorti en 1943.
Il s'agit d'une adaptation de la nouvelle éponyme de Gaston Leroux. Le film fait partie de la série des Universal Monsters.

## Synopsis
Erique Claudin vient d'être licencié de son emploi de premier violon de l'Opéra de Paris. Cette situation l'affecte beaucoup car elle va l'empêcher de continuer à payer secrètement les leçons de chant de Christine, la doublure de la diva Biancarolli, dont il est amoureux. Claudin tente alors de vendre la partition d'un concerto qu'il a composé à un éditeur de musique mais, alors qu'il le soupçonne de lui voler sa musique, le tue, se faisant défigurer par de l'acide durant la dispute. Recherché par la police, il se cache dans les sous-sols de l'Opéra et drogue la diva afin de permettre à Christine de chanter à sa place. 
Biancarolli accuse le baryton Anatole Garron de comploter contre elle afin de favoriser Christine, dont il est amoureux également. Pour éviter le scandale, le directeur de l'Opéra demande à Biancarolli d'abandonner ses accusations, ce qu'elle accepte à condition que Christine ne soit plus sa doublure. Claudin menace alors de représailles si Christine ne devient pas la diva de l'Opéra. La police tend alors un piège à Claudin en proposant une représentation sans Christine afin de le débusquer. Mais Claudin prend la place d'un policier masqué et enlève Christine, qui se trouvait en coulisse, pour l'emmener dans son antre des sous-sols de l'Opéra et lui jouer son concerto. 
La police les retrouve mais un coup de feu lors de l'arrestation provoque un éboulement et Claudin meurt écrasé.

## Fiche technique
- Titre français : Le Fantôme de l'Opéra
- Titre original : Phantom of the Opera
- Réalisateur : Arthur Lubin
- Scénario : Samuel Hoffenstein, Hans Jacoby, Eric Taylor (en)
- Musique : Edward Ward
- Photographie : W. Howard Greene et Hal Mohr
- Décors : Alexander Golitzen, John B. Goodman, Russell A. Gausman, Ira S. Webb
- Montage : Russell Schoengarth
- Société de production : Universal Pictures
- Pays d'origine :  États-Unis
- Genre : Horreur
- Durée : 92 minutes
- Dates de sortie :
  -  États-Unis : 
    - 12 août 1943 (première mondiale à Los Angeles)
    - 27 août 1943 (première à New York)
    - 14 octobre 1943 (sortie nationale)

  -  France : 14 juin 1945

## Distribution
- Nelson Eddy : Anatole Garron
- Susanna Foster : Christine DuBois
- Claude Rains : Erique Claudin, le fantôme
- Edgar Barrier : Raoul D'Aubert
- Leo Carrillo : Signor Ferretti
- Jane Farrar : Biancarolli
- J. Edward Bromberg : Amiot
- Fritz Feld : Lecours
- Frank Puglia : Villeneuve
- Steven Geray : Vercheres
- Barbara Everest : la tante
- Hume Cronyn : Gerard
- Fritz Leiber : Franz Liszt
- Nicki Andre : Lorenzi
- Gladys Blake : Jeanne
- Hans Herbert : Marcel
- Miles Mander : Pleyel
- Paul Marion : Desjardines

Et, parmi les acteurs non crédités :
- Cyril Delevanti : le comptable
- Belle Mitchell : la servante de Ferretti
- James Mitchell : un journaliste

## Production
La partition musicale a été écrite par Edward Ward. Pour les séquences d'opéra, Ward a adapté la musique de la Symphonie n° 4 de Tchaïkovski ainsi que des thèmes de Chopin. Il a également composé un thème original, Lullaby of the Bells, qui est présenté dans le film comme le concerto pour piano du Fantôme .